# Hřibová rezervace Stachy
Hřibová rezervace Stachy je obcí chráněná lokalita hřibovitých hub, která se rozkládá na travnatém náměstí ve Stachách (okres Prachatice), u kostela Navštívení Panny Marie.

## Historie
Houby se začaly objevovat po roce 1961 po zrušení místní benzinové pumpy, na jejíž prostor byla navezena nová zemina. Podle obecní kroniky se na místo dostalo s půdou i podhoubí. Druhá teorie o introdukci se předává ústně - pumpař prý býval vášnivým houbařem a plodnice přinesené z lesa si u pumpy čistil.

## Druhové zastoupení
Po roce 1961 se objevily hřiby smrkové, později je nahradil hřib koloděj, přičemž hřib smrkový se opět vyskytl roku 2012.
Krom hřibovitých hub se objevují i lišky a holubinky.

## Forma ochrany
Rezervace není vyhlášená podle zákona č. 114/1992 Sb., o ochraně přírody a krajiny, ochranu zajišťuje sama obec. Plodnice je zakázáno sbírat, každá nese pořadové číslo, pravidelně jsou sčítány a jejich počet za každý rok je evidován v obecní kronice. Plocha je monitorována kamerovým systémem.

## Statistické přehledy
- 1976 - 46 plodnic
- 1984 - 246 plodnic
- 1994 - 141 plodnic
- 1995 - 379 plodnic